# Deprea subtriflora
Deprea subtriflora är en potatisväxtart som först beskrevs av Hipólito Ruiz López och Pav., och fick sitt nu gällande namn av W.G. D'arcy. Deprea subtriflora ingår i släktet Deprea och familjen potatisväxter. Inga underarter finns listade i Catalogue of Life.